# Goran Ivanišević
Goran Šimun Ivanišević (* 13. září 1971) je bývalý chorvatský a do roku 1991 jugoslávský profesionální tenista, dvojnásobný bronzový olympijský medailista, wimbledonský vítěz z roku 2001, jediný tenista v historii turnaje, jenž triumfoval jako hráč startující na divokou kartu. Titulu z grandslamu dosáhl až ve svém čtvrtém finále (1992, 1994, 1998). Nejsilnějším úderem byl servis. Na žebříčku ATP pro dvouhru byl nejvýše klasifikován na 2. místě (1994). Na okruhu ATP získal 22 titulů z dvouhry a devět ze čtyřhry.

## Kariéra
Narodil se v chorvatském (tehdy jugoslávském) městě Split. Na profesionální okruh vstoupil v roce 1988 a hned další rok vyhrál svůj první titul ve čtyřhře ve Frankfurtu.

### 1990
V roce 1990 se zapsal do povědomí na French Open, kdy nečekaně vyřadil Borise Beckera v prvním kole a postoupil až do čtvrtfinále. V mužské čtyřhře se společně s Petrem Kordou probojovali do finále.
O pár týdnů později se ve Wimbledonu dostal do semifinále, kde prohrál s Beckerem ve čtyřech setech. Ve Stuttgartu pak získal první titul ve dvouhře na okruhu ATP a podíl na vítězství ve World Team Cupu.
Získal pověst hráče agresivního stylu hry.

### 1992
V roce 1992 si zahrál své první grandslamové finále ve Wimbledonu, kde se střetl s Andre Agassim. Oba se snažili získat svůj první grandslamový titul. Přestože byl mírným favoritem a začal utkání o něco lépe, tak podlehl v pětisetovém maratonu 7:6, 4:6, 4:6, 6:1, 4:6. V sedmi wimbledonských zápasech nastřílel rekordních 207 es. Později v létě téhož roku na Letních olympijských hrách v Barceloně získal dvě bronzové medaile ze dvouhry i čtyřhry pro nově vzniklou zemi Chorvatsko.

### 1994
Další velké finále ho čekalo v roce 1994 opět ve Wimbledonu, kde byl ale opět poražen obhájcem titulu Petem Samprasem 6:7, 6:7, 0:6. Na žebříčku ATP dosáhl svého maxima, když pobýval na 2. příčce za Samprasem.

### 1995
V roce 1995 vyhrál Grand Slam Cup, když porazil Todda Martina ve finále 7:6, 6:3, 6:4. V semifinále Wimbledonu jej opět přehrál Pete Sampras poměrem setů 6:7, 6:4, 3:6, 6:4, 3:6.

### 1996
V roce 1996 se mu podařilo na okruhu ATP zvítězit na pěti turnajích ve dvouhře. Na Grand Slam Cupu dosáhl finálové účasti, v níž podlehl Beckerovi. Za sezónu zahrál rekordních 1 477 es. S Ivou Majoliovou vyhrál pro zemi Hopmanův pohár. Na US Open se probojoval do semifinále.

### 1998
Ve Wimbledonu přehrál v semifinále Nizozemce Krajicka v pátém setu 15:13 a postoupil do svého třetího turnajového finále, kde proti němu stanul opět Sampras. Po napínavém boji opět prohrál po setech 7:6(2), 6:7(11), 4:6, 6:3, 2:6.
Na okruh se vrátil až na US Open, kde skončil ve 4. kole.

### 1999
Společně s Jeffem Tarangem si zahráli finále čtyřhry na French Open. Poté se projevilo zranění levého ramene a horší výkonnost.

### 2001
V roce 2001 v přípravném turnaji na trávě před Wimbledonem prohrál s Italem Carratim v prvním kole. V létě 2001 se pohyboval na 125. příčce žebříčku ATP, což znamenalo účast v kvalifikaci na třetí grandslam sezóny. Nicméně vedení turnaje mu udělilo divokou kartu. Ve třiceti letech se počtvrté probojoval do finále Wimbledonu, v němž po pětisetové bitvě porazil Australana Patricka Raftera, a stal se prvním hráčem, který zvítězil na divokou kartu. Zároveň překonal svůj rekord nastřílených es za turnaj a zvýšil jej na 213.
Od BBC získal cenu Sportovec roku 2001.

### 2004
V roce 2004 ukončil na dvorcích Wimbledonu profesionální kariéru, když podlehl Lleytonu Hewittovi ve třetím kole.

### 2005
V roce 2005 jej nehrající kapitán Pilić nominoval do chorvatského Daviscupového týmu ve finále proti Slovensku. Přestože nezasáhl do zápasu, Chorvatsko získalo historicky první titul vítězstvím v poměru 3-2 na zápasy.

## Vítězství na okruhu ATP a Grand Slamu – dvouhra
- 1990 – Stuttgart Outdoor
- 1991 – Manchester
- 1992 – Adelaide, Stuttgart Indoor, Sydney Indoor, Stockholm
- 1993 – Bukurešť, Vídeň, Paříž (Masters)
- 1994 – Kitzbuhel, Tokio Indoor
- 1995 – Grand Slam Cup
- 1996 – Záhřeb, Dubai, Milán, Rotterdam, Moskva
- 1997 – Záhřeb, Milán, Vídeň
- 1998 – Split
- 2001 – Wimbledon

## Zajímavosti
V letech 1992–1998 nastřílel soupeřům vždy více než 1000 es za sezónu (vyjma roku 1995, kdy jich nastřílel 997). V roce 1996 dokázal dát 1447 es.
Právě díky smrtícímu servisu je na okruhu ATP přezdíván jako „King of the 1000 aces“ (Pán tisíce es).
V roce 1999 na US Open hrál proti Italovi Carratimu. V jediném gamu zahrál čtyři dvojchyby za sebou, ale soupeř přesvědčil rozhodčího, že čtvrtá byla sporná. Chorvat dostal dva nové míče a zahrál pátou dvojchybu.